# Пустошка (Залучское сельское поселение)
Пустошка — деревня в Старорусском районе Новгородской области в составе Залучского сельского поселения.

## География
Находится в южной части Новгородской области на расстоянии приблизительно 41 км на юго-восток по прямой от районного центра города Старая Русса.

## История
На карте 1840 года уже была обозначена. В 1908 году здесь (Старорусский уезд Новгородской губернии) было учтено 22 двора.

## Население
Численность населения: 55 человек (1908 год), 73 (русские 96 %) в 2002 году, 46 в 2010.